# Компактный город

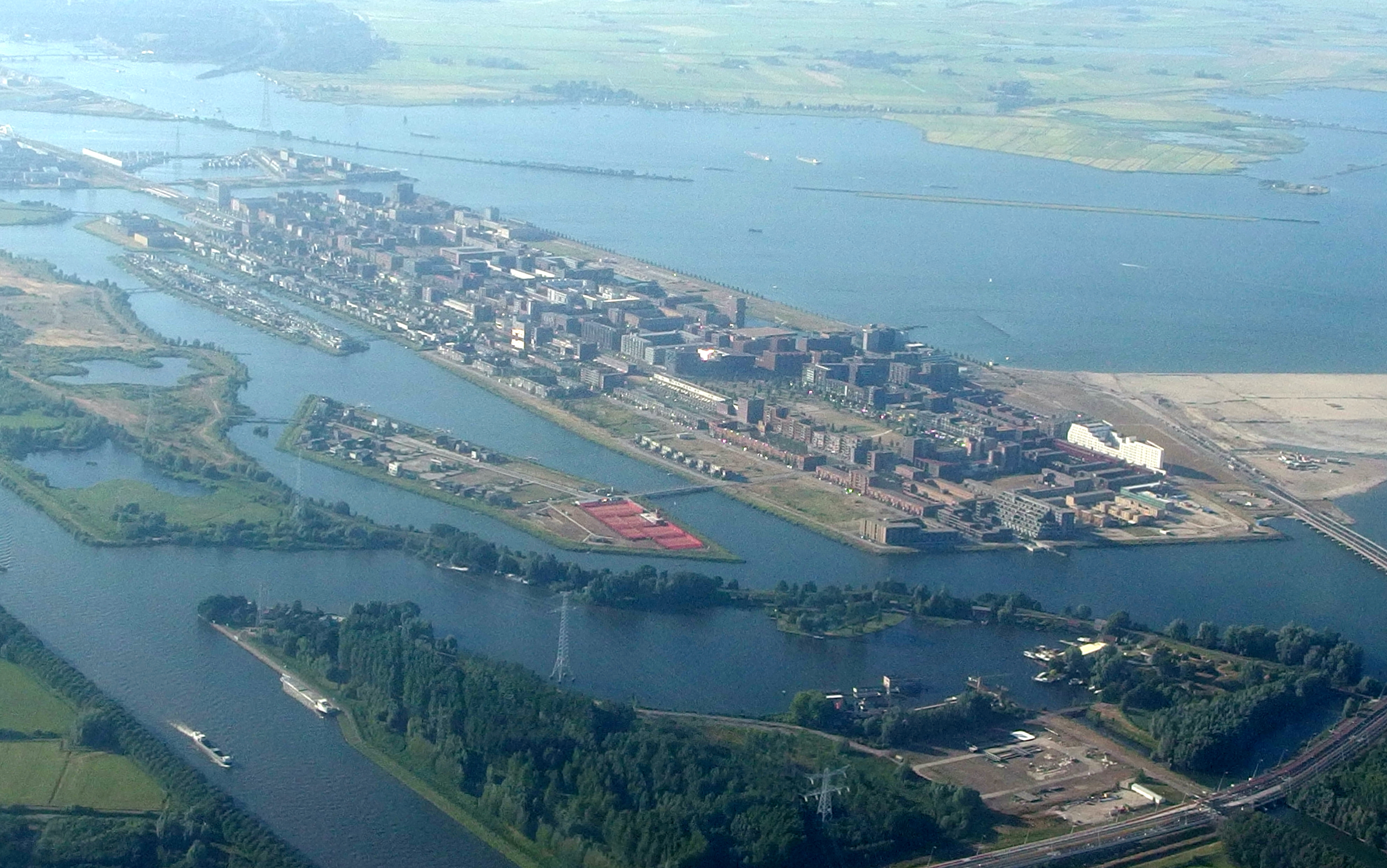
Вид с высоты птичьего полёта на Вайнсвейк-Эйбург в Амстердаме, июль 2014 года.

Компактный город или город коротких расстояний — градостроительная концепция, характеризуется относительно высокой плотностью застройки и смешанными видами землепользования. Она основана на эффективной системе общественного транспорта, план компактного города — по мнению защитников концепции — поощряет пешеходное и велосипедное движение, снижение потребления энергии и загрязнения окружающей среды. Многочисленным жителям города предоставляются возможности социального взаимодействия, а также чувство безопасности, благодаря просматриваемости территорий. Кроме того, возможно, эта концепция более приемлема, чем просто разрастание города, так как уменьшается зависимость от автомобилей, инфраструктуры требуется меньше и она выходит дешевле на душу населения.
Термин «компактный город» был введён в 1973 году математиками Джорджем Данцигом и Томасом Саати, чьё утопическое видение было во многом обусловлено желанием более эффективно использовать ресурсы. Концепцию, в том виде как она повлияла на городское планирование, часто связывают с именем Джейн Джекобс и её книгой «The Death and Life of Great American Cities» (1961) критикующей современную градостроительную политику разрушающую, по мнению Джекобс, множество внутригородских сообществ.